# Clavulinopsis candida
Clavulinopsis candida är en svampart som först beskrevs av Johann Anton Weinmann, och fick sitt nu gällande namn av Corner 1950. Clavulinopsis candida ingår i släktet Clavulinopsis och familjen fingersvampar.   Inga underarter finns listade i Catalogue of Life.